# 2020年美國總統選舉第三黨與獨立候選人列表
本條目列出參與2020年美國總統選舉的第三方和獨立候選人。「第三方」一詞指代民主黨和共和黨以外的其他政黨，而獨立候選人是指不隸屬於任何政黨的候選人。在該次選舉中，沒有任何第三方候選人取得超過2%的普選票，也沒有任何第三方在任何一個州或哥倫比亞特區取得超過3%的選票。
任何候選人都能在阿拉巴馬州、愛荷華州、新罕布什爾州、新澤西州、賓夕法尼亞州、羅德島州和佛蒙特州透過海選的票，候選人在這些州份無需申請即可獲得手寫選票權，並計入總選票中。

## 總計
在本次選舉中，自由意志黨提名的候選人喬·喬根森 (Jo Jorgensen) 在此次選舉的表現是所有第三方候選人中最好的，她獲得了1,865,535票。她在加州獲得了187,910票，這是她得票數最高的州份。她在南達科他州獲得了2.63%的選票，是她得票率最高的州份。除了她之外，只有綠黨候選人霍金斯在緬因州取得超過1%得票率。
在內華達州，以上皆非獲得了超過1%的得票。

## 獲得超過1%選票的第三方候選人

### 喬·喬根森，自由意志黨

選票獲得分佈
列於選票 （50州 + 哥倫比亞特區，538張選舉人票）

| 2020年自由意志黨候選人        |                         |
| 喬·喬根森                     | 斯派克·科恩             |
| 總統                          | 副總統                  |
|                               |                         |
| 南卡羅萊納州 克萊門森大學講師 | 南卡羅萊納州 播客和商人 |
| 競選活動                      |                         |
|                               |                         |

| 其他自由意志黨候選人（按退選日期排序）             |                                                   |                                                |                                                                     |                                                  |                                                 |
| 雅各布·霍恩伯格                                    | 沃克文·施平                                       | 約翰·蒙茲                                      | 吉姆·格雷                                                           | 亞當·科克斯                                      | 丹·貝爾曼                                       |
|                                                    |                                                   |                                                |                                                                     |                                                  |                                                 |
| 自由未來基金會創始人兼總裁                         | 表演藝術家、活動家和政治諷刺作家                  | 前喬治亞州格萊迪縣 美国全国有色人种协进会主席  | 前加利福尼亞州橙縣 高級法院審判長                                   | 自由主義者和反戰政治活動家                       | 軟體工程師和直播主                              |
|                                                    |                                                   | 不適用                                         | 不適用                                                              | 不適用                                           |                                                 |
| 不適用                                             | 競選活動                                          | 競選活動                                       | 競選活動                                                            | 競選活動                                         | 不適用                                          |
| 2020年5月23日退選 8,986票 （20.55%） 236名首輪代表 | 2020年5月23日退選 4,288票 （9.81%） 171名首輪代表 | 2020年5月23日退選 1票 （<0.01%） 147名首輪代表 | 2020年5月23日退選 42票 （0.10%） 98名首輪代表                       | 2020年5月23日退選 2,728票 （6.24%） 77名首輪代表 | 2020年5月23日退選 2,337票 （5.34%） 0名首輪代表 |
| [ 5 ]                                              | [ 5 ]                                             | [ 6 ]                                          | [ 7 ]                                                               | [ 8 ]                                            | [ 9 ]                                           |
| 山姆·羅伯                                          | 賈斯汀·阿馬什                                     | 肯·阿姆斯特朗                                  | 林肯·查菲                                                           | 馬克斯·艾布拉姆森                                | 金·拉夫                                         |
|                                                    |                                                   |                                                |                                                                     |                                                  |                                                 |
| 軟件工程師兼作家 前海軍軍官                        | 密歇根州第三国会选区 美國眾議院議員 （2011－）    | 美國海岸警衛隊特派官 （1977－1994）            | 羅德島州州長 （2011－2015）及 羅德島州美國參議院議員 （1999－2007） | 新罕布什尔州众议院議員 （2014－2016；2018－）    | 自由意志黨激進核心小組 副主席                   |
|                                                    | 不適用                                            | 不適用                                         | 不適用                                                              |                                                  |                                                 |
| 競選活動                                           | 競選活動                                          | 競選活動                                       | 競選活動                                                            | 競選活動                                         | 不適用                                          |
| 2020年5月23日退選 1,943票 (5.06%) 0名首輪代表      | 2020年5月17日退選 3票 (0.01%) 17名首輪代表        | 2020年4月29日退選 3,509票 (8.03%) 0名首輪代表  | 2020年4月5日退選 294票 (0.67%) 1名（手寫）首輪代表                  | 2020年3月3日退選 2,052票 (5.34%) 0名首輪代表     | 2020年1月11日退選 3,045票 (7.93%) 0名首輪代表   |
| [ 9 ]                                              | [ 10 ]                                            | [ 11 ]                                         | [ 12 ]                                                              | [ 13 ]                                           | [ 14 ]                                          |

## 獲得0.1%-1%選票的候選人

### 霍伊·霍金斯，美國綠黨

選票獲得分布
列於選票（29州 + 哥倫比亞特區，381張選舉人票）
手寫獲得選票（16州，130張選舉人票）
不列於選票

| 2020年美國綠黨候選人      |                                                         |
| 霍伊·霍金斯               | 安吉拉·沃克                                             |
| 總統                      | 副總統                                                  |
|                           |                                                         |
| 紐約州 美國綠黨聯合創始人 | 南卡羅萊納州 合併運輸聯盟地方998立法委員 （2011－2013） |
| 競選活動                  |                                                         |
|                           |                                                         |
| 其他政黨提名：            | 現在合法大麻黨 社會主義替代 美国社会党 团结社           |

| 其他綠黨候選人（按按代表人數排序） |                             |                          |                               |                                |
| 達里奧·亨特 官方認可               | 塞迪南·莫尤瓦錫夫扎-科里    | 丹尼斯·蘭伯特            | 傑西·溫圖拉                   | 大衛·羅德 官方認可             |
|                                    |                             |                          |                               |                                |
| 揚斯敦教育局成員 （2016－2020）    | 活動家                      | 紀錄片導演               | 明尼苏达州州长 （1999－2003） | 綠色彩虹黨大波士頓分會聯合主席 |
|                                    |                             | 不適用                   | 不適用                        | 不適用                         |
| 競選活動                           | 不適用                      | 不適用                   | 不適用                        | 不適用                         |
| 89.5名代表 （20.1%） 3,087票       | 10.5名代表 （3.0%） 2,229票 | 9名代表 （2.6%） 2,029票 | 8名代表 （1.7%） >49票        | 5.5名代表 （1.6%） 960票       |
| [ 26 ]                             | [ 27 ]                      | [ 28 ]                   | 無候選資格                    | [ 29 ]                         |

## 得票在2000票-0.1%的候選人

### 格洛麗亞·拉·里瓦，争取社会主义和解放党

選票獲得分佈
列於選票（14州 + 哥倫比亞特區，195張選舉人票）
手寫獲得選票（18州，206張選舉人票）
不列於選票

| 2020年争取社会主义和解放党候選人 |                           |
| 格洛麗亞·拉·里瓦                 | 蘇尼爾·弗里曼             |
| 總統                             | 副總統                    |
|                                  |                           |
| 加利福尼亞州 活動家及作家        | 哥倫比亞特區 作家及活動家 |
| 競選活動                         |                           |
|                                  |                           |
| 其他政黨提名：                   | 自由联盟党 和平與自由黨   |

| 和平與自由黨初選          |                       |
| 格洛麗亞·拉·里瓦          | 霍伊·霍金斯           |
|                           |                       |
| 加利福尼亞州 活動家及作家 | 紐約州 綠黨聯合創始人 |
| 競選活動                  | 競選活動              |
| 4,481票（67.2%）          | 2,191票（32.8%）      |

### 洛基·德拉富恩特，聯盟黨

選票獲得分布
列於選票（15州，183張選舉人票）
手寫獲得選票（10州，106張選舉人票）
不列於選票

| 2020年聯盟黨候選人            |                                      |
| 洛基·德拉富恩特               | 達西·理查森                          |
| 總統                          | 副總統                               |
|                               |                                      |
| 加利福尼亞州 商人及常年候選人 | 佛羅里達州 作家歷史學家 及政治活動家 |
| 競選活動                      |                                      |
|                               |                                      |
| 其他政黨提名：                | 改革黨 密歇根州自然法黨 美國獨立黨   |

| 其他改革黨候選人（按大會投票排序）    |                                       |                                                        |                                                |
| 馬克斯·艾布拉姆森                     | 約翰農·本·錫安                        | 菲爾·柯林斯                                            | 薩瓦亞·法斯                                    |
|                                       |                                       |                                                        |                                                |
| 新罕布什尔州众议院 第二十選區代表議員 | 亞利桑那州 前超人類黨2020年總統候選人 | 內華達州 前利伯蒂維爾鎮區信託人 2020年禁酒黨總統候選人 | 佛羅里達州 前迈阿密-戴德县共和黨執行委員會成員 |
| 競選活動                              |                                       | 競選活動                                               |                                                |
| 4票                                   | 1票                                   | 0票                                                    | 在大會舉行前退出（支持洛基·德拉富恩特）        |

### 唐·布蘭肯希普，憲法黨

選票獲得分布}}
legend

| 2020年憲法黨候選人              |                               |
| 唐·布兰肯希普                   | 威廉·摩爾                     |
| 總統                            | 副總統                        |
|                                 |                               |
| 西維吉尼亞州 前梅西能源行政總裁 | 密歇根州 密歇根州納稅人黨主席 |
| 競選活動                        |                               |
|                                 |                               |

| 憲法黨初選（按在完成最後一輪大會時排序）                |                                                          |                                                        |                                                           |                                      |                                 |
| 唐·布兰肯希普                                           | 查爾斯·赫伯                                              | 唐·格蘭德曼                                            | 薩姆·蒂特爾                                               | 丹尼爾·克萊德·卡明斯                 | J·R·邁爾斯                      |
| 西維吉尼亞州 前梅西能源行政總裁                         | 弗吉尼亞州 作家                                          | 加利福尼亞州 加利福尼亞憲法黨主席                      | 德克薩斯州 2012年及2016年美國總統選舉獨立候選人           | 猶他州 內科醫生                      | 阿拉斯加州 前阿拉斯加憲法黨主席 |
| 大會 139.5票（首輪投票） 177票（次輪投票） 普選票 639票 | 大會 77.8票（首輪投票） 86.75票（次輪投票） 普選票 186票 | 大會 25.25票（首輪投票） 24票（次輪投票） 普選票 256票 | 大會 46.35票（首輪投票） 21.25票（次輪投票） 普選票 195票 | 大會 13.1票（首輪投票） 普選票 133票 | 普選票 116票                    |

### 布羅克·皮爾斯，獨立候選人

選票獲得分布
列於選票（15州 + 哥倫比亞特區，115張選舉人票）
手寫獲得選票（15州，170張選舉人票）
不列於選票

| 獨立候選人                        |                       |
| 布羅克·皮爾斯                     | 卡拉·巴拉德           |
| 總統                              | 副總統                |
|                                   |                       |
| 波多黎各 比特幣基金會理事及前演員 | 賓夕法尼亞州 企業家   |
|                                   |                       |
| 其他政黨提名：                    | 美國購物黨 紐約獨立黨 |

### 肯伊·威斯特，生日黨

選票獲得分布
列於選票（12州，84張選舉人票）
手寫獲得選票（17州，159張選舉人票）
不列於選票

| 2020年生日黨候選人                     |                 |
| 肯伊·威斯特                            | 米歇爾·蒂德伯   |
| 總統                                   | 副總統          |
|                                        |                 |
| 伊利諾伊州 饒舌者、製作人 及時裝設計師 | 懷俄明州 傳教士 |
| 競選活動                               |                 |
|                                        |                 |

### 布萊恩·卡羅爾，美國團結黨

選票獲得分布
列於選票（8州，66張選舉人票）
手寫獲得選票（31州，397張選舉人票）
不列於選票

| 2020年美國團結黨候選人 |                    |
| 布萊恩·T·卡羅爾        | 阿瑪·帕特爾        |
| 總統                   | 副總統             |
|                        |                    |
| 加利福尼亞州 教師      | 伊利諾伊州 ASP主席 |
| 競選活動               |                    |
|                        |                    |

| 其他候選人              |                   |
| 喬·施瑞納               | 約書亞·珀金斯     |
|                         |                   |
| 俄亥俄州 水管工及活動家 | 德克薩斯州 程序員 |
|                         |                   |
| [ 66 ]                  |                   |

### 阿利森·肯尼迪，社會主義工人黨

選票獲得分布
列於選票（6州，53張選舉人票）
手寫獲得選票（8州，67張選舉人票）
不列於選票

| 2020年社會主義工人黨候選人        |                     |
| 阿利森·肯尼迪                     | 馬爾科姆·賈瑞特     |
| 總統                              | 副總統              |
| 德克薩斯州 礦工及2016年總統候選人 | 賓夕法尼亞州 活動家 |

### 比爾·哈蒙斯，美国团结党

選票獲得分佈
列於選票（3州，31張選舉人票）
手寫獲得選票（8州，56張選舉人票）
不列於選票

| 2020年美国团结党候選人      |                               |
| 比爾·哈蒙斯                 | 埃里克·博登斯塔布             |
| 總統                        | 副總統                        |
|                             |                               |
| 德克薩斯州 美國团结党创始人 | 科羅拉多州 科羅拉多团结党主席 |
| 競選活動                    |                               |

### 菲爾·柯林斯，禁酒黨

選票獲得分佈
列於選票（4州，24張選舉人票）
手寫獲得選票（12州，138張選舉人票）
不列於選票

| 2020年禁酒黨候選人              |                           |
| 菲爾·柯林斯                     | 比利·喬·帕克              |
| 總統                            | 副總統                    |
| 內華達州 前利伯蒂維爾鎮區信託人 | 佐治亞州 前海軍陸戰隊隊員 |
| 競選活動                        |                           |

| 之前的候選人                  |                                 |
| 第一輪候選人                  |                                 |
| 比爾·貝葉斯                   | C·L·甘蒙                        |
| 密西西比州 2016年副總統候選人 | 田納西州 歷史學家]              |
| 貝葉斯於2019年3月21日退出。   |                                 |
| 第二輪候選人                  |                                 |
| C·L·甘蒙                      | 菲爾·柯林斯                     |
| 田納西州 歷史學家             | 內華達州 前利伯蒂維爾鎮區信託人 |
| 甘蒙於2019年8月2日退出。      |                                 |

### 達里奧·亨特，進步黨

選票獲得分佈
列於選票（2州，16張選舉人票）
手寫獲得選票（14州，141張選舉人票）
不列於選票

| 2020年進步黨候選人                                                |                    |
| 達里奧·亨特                                                       | 道恩·拿普頓·亞當斯 |
| 總統                                                              | 副總統             |
|                                                                   |                    |
| 俄亥俄州 揚斯敦教育局成員 （2016－2020） 2020年綠黨初選總統候選人 | 緬因州 活動家      |
|                                                                   |                    |

### 傑德·西蒙斯，獨立候選人

選票獲得分佈
列於選票（2州，15張選舉人票）
手寫獲得選票（35州 + 哥倫比亞特區，357張選舉人票）
不列於選票

| 獨立候選人                |                       |
| 傑德·西蒙斯               | 克勞德莉亞·羅茲       |
| 總統                      | 副總統                |
|                           |                       |
| 德克薩斯州 古典音樂鋼琴家 | 德克薩斯州 國防承包商 |

### 喬·麥克休，獨立候選人

選票獲得分佈
列於選票（2州，15張選舉人票）
手寫獲得選票（11州 + 哥倫比亞特區，105張選舉人票）
不列於選票

麥克休在科羅拉多州和猶他州列入選票，可取得15張選舉人票。
| 獨立候選人 |                 |
| 喬·麥克休  | 伊麗莎白·斯托姆 |
| 總統       | 副總統          |

### 杰羅姆·西格爾，麵包和玫瑰

選票獲得分佈
列於選票（2州，13張選舉人票）
手寫獲得選票（8州，67張選舉人票）
不列於選票

| 2020年麵包和玫瑰候選人 |                             |
| 杰羅姆·西格爾          | 約翰·德格拉夫               |
| 總統                   | 副總統                      |
| 馬里蘭州 哲學家        | 華盛頓州 紀錄片製片人及作家 |
| 競選活動               |                             |

### 布萊克·胡伯，同意投票黨

選票獲得分佈
列於選票（2州，12張選舉人票）
手寫獲得選票（8州，67張選舉人票）
不列於選票

| 2020年同意投票黨候選人          |                                   |
| 布萊克·胡伯                     | 弗蘭克·阿特伍德                   |
| 總統                            | 副總統                            |
|                                 |                                   |
| 科羅拉多州 同意投票黨聯合創立人 | 科羅拉多州 利特尔顿選舉委員會成員 |
| 競選活動                        |                                   |

### 凱爾·科皮特克，獨立候選人
科皮特克在科羅拉多州和佛蒙特州列入選票，可取得12張選舉人票。
| 獨立候選人    |                   |
| 凱爾·科皮特克 | 內森·雷·沃·索倫森 |
| 總統          | 副總統            |
| 電影製片人    |                   |

## 列入單一州份選票的候選人
總統候選人可以在科羅拉多州繳付1,000美元列入選票、在路易斯安那州繳付500美元列入選票，而佛蒙特州因COVID-19放棄了原本列入選票的聯署要求。大部分列入單一州份選票的候選人只會在以上三州之一中列入選票，或是由不支持大黨候選人而產生的附屬異常提名。
| 總統候選人                        | 副總統候選人             | 政黨               | 州份         |
| --------------------------------- | ------------------------ | ------------------ | ------------ |
| 約瑟夫·基肖爾                     | 諾里薩·聖克魯斯          | 社會主義平等黨     | 科羅拉多州   |
| 約翰·理查德·邁爾斯                | 蒂阿拉·蘇珊·拉斯克       | 生活與自由黨       | 阿肯色州     |
| 傑西·溫圖拉                       | 辛西亞·麥金尼            | 阿拉斯加綠黨       | 阿拉斯加州   |
| 總統·鮑迪                         | 埃里克·斯托納姆          | C.U.P.             | 路易斯安那州 |
| 希拉·「森」·蒂特爾                | 戴維·卡爾·桑迪格         | 新墨西哥憲法黨     | 新墨西哥州   |
| 里基·蘇·金                        | 戴娜·R·錢德勒            | 家譜了解您的家族史 | 艾奧瓦州     |
| 馬克·查爾斯                       | 阿德里安·華萊士          | 無政黨聯繫         | 科羅拉多州   |
| 卡迪亞·瑪麗亞姆·雅各布·法布羅公主 | 老卡迪亞·瑪麗亞姆·雅各布 | 無政黨聯繫         | 科羅拉多州   |
| 喬丹·「肯薩」·斯科特              | 珍妮佛·特普爾            | 無政黨聯繫         | 科羅拉多州   |
| 湯姆·哈伐令                       | 安迪·普里爾              | 生活，自由，憲法   | 路易斯安那州 |
| 克里斯托弗·拉方丹                 | 邁克爾·斯皮德            | 無黨籍             | 佛蒙特州     |
| 扎卡里·斯卡夫                     | 馬修·利達                | 無黨籍             | 佛蒙特州     |
| 加里·斯溫                         | 戴維·奧爾茲塔            | 溫水煮蛙           | 佛蒙特州     |
| 基思·麥考密克                     | 山姆·布拉西亞克          | 公麋               | 佛蒙特州     |
| H·布魯克·佩奇                     | 托馬斯·詹姆斯·惠特曼     | 脾氣暴躁的老愛國者 | 佛蒙特州     |
| 理查德·鄧肯                       | 米奇·布普                | 無黨籍             | 佛蒙特州     |

## 2000-100票的候選人
在某些州份中，任何海選選票都會被紀錄，哪怕是非人類或者死去的人物。 在佛蒙特州，寫入偏好包括錯誤拼寫、名人、虛構人物、神、甚至是一種奶酪。
| 零散的海選選票                                                                                      | 157,794 | 157,794              | 157,794              |
| 空白或以上皆非                                                                                      | 132,870 | 132,870              | 132,870              |
| Candidate                                                                                           | Votes   | States reported from | States reported from |
| Candidate                                                                                           | Votes   | On ballot            | Write-in             |
| 山姆·蒂特爾                                                                                         | 1,806   | 1 (NM)               | 3 (AK, NH, VA)       |
| 湯姆·霍弗林                                                                                         | 1,331   | 1 (LA)               | 17 states            |
| H·布魯克·佩奇                                                                                       | 1,175   | 1 (VT)               |                      |
| 伯尼·桑德斯                                                                                         | 1,015   |                      | 3 (NH, RI, VT)       |
| 克里斯多福·拉方丹                                                                                   | 856     | 1 (VT)               |                      |
| 凱爾·科皮特卡                                                                                       | 815     | 2 (CO, VT)           |                      |
| 瑞奇·蘇·金                                                                                          | 546     | 1 (IA)               |                      |
| 雅各-法布羅公主                                                                                     | 505     | 1 (CO)               | 7 states             |
| 布萊克·胡貝爾                                                                                       | 409     | 2 (CO, VT)           |                      |
| 約瑟夫·坦尼魯                                                                                       | 350     | 1 (CO)               | 4 states             |
| 米特·羅姆尼                                                                                         | 336     |                      | 3 (NH, RI, VT)       |
| 圖爾西·加巴德                                                                                       | 282     |                      | 3 (NH, RI, VT)       |
| 托德·塞拉                                                                                           | 223     |                      | 10 states            |
| 理查德·鄧肯                                                                                         | 213     | 1 (VT)               |                      |
| 凱西·J·威爾斯                                                                                       | 213     |                      | 28 states            |
| 喬丹·史考特                                                                                         | 175     | 1 (CO)               |                      |
| 杨安泽                                                                                              | 148     |                      | 3 (NH, RI, VT)       |
| 約翰·卡西奇                                                                                         | 143     |                      | 3 (NH, RI, VT)       |
| 蓋瑞·斯溫                                                                                           | 141     | 1 (VT)               |                      |
| 基斯·麥考密克                                                                                       | 126     | 1 (VT)               |                      |
| 麥克·彭斯                                                                                           | 121     |                      | 3 (NH, RI, VT)       |
| Source: The Green Papers 1 （页面存档备份，存于） 2 （页面存档备份，存于） 3 （页面存档备份，存于） |         |                      |                      |

## 融合選票和選舉聯盟
融合選票指兩個或多個政黨在選票中列出同一位候選人，並為該候選人集中選票。各政黨會在投票選項單獨列出。
選舉聯盟指兩個或多個政黨在選票中列出同一位候選人，並為該候選人集中選票。各政黨會在同一投票選項列出。

### 喬·拜登 / 卡馬拉·哈里斯（民主黨）
- 俄勒岡州獨立黨（英语：Independent Party of Oregon）（列入選票：俄勒岡州）[103]
- 工作家庭黨（列入選票：康涅狄格州、紐約州、俄勒岡州）[104]

### 唐·布朗肯西普 / 威廉·摩爾（憲法黨）
- 內華達州美國獨立黨（英语：Independent American Party of Nevada）（列入選票：內華達州）[105]

### 洛基·德拉富恩特 / 達西·理查森（聯盟黨）[f]
- 自然法黨（英语：Natural Law Party (United States)）（列入選票：密西根州）[106]
- 改革黨（列入選票：佛羅里達州）[107]

### 洛基·德拉富恩特 / 肯伊·威斯特（聯盟黨）[f]
- 美國獨立黨（列入選票：加利福尼亞州）[108]

### 霍伊·霍金斯 / 安吉拉·沃克（綠黨）[k]
- 現在合法大麻黨（英语：Legal Marijuana Now Party）（列入選票：明尼蘇達州）[112]

### 達里奧·亨特 / 道恩·拿普頓·亞當斯（進步黨）
- 俄勒岡州進步黨（英语：Oregon Progressive Party）（列入選票：俄勒岡州）[113]

### 格洛麗亞·拉·里瓦 / 蘇尼爾·弗里曼（爭取社會主義和解放黨）[e]
- 自由聯盟黨（列入選票：佛蒙特州）[114]
- 和平與自由黨（列入選票：加利福尼亞州）[115]

### 布羅克·皮爾斯 / 卡拉·巴拉德（獨立候選人）
- 美國購物黨（列入選票：夏威夷州）[116]
- 紐約州獨立黨（英语：Independence Party of New York）（列入選票：紐約州）[117]

### 當勞·特朗普/ 邁克·彭斯（共和黨）
- 紐約州保守黨（列入選票：紐約州）[118]

## 備註
1. 1 2  阿拉斯加綠黨提名傑西·溫圖拉為總統候選人，辛西亞·麥金尼為其競選搭檔[15]。
2. ↑  法院判決霍金斯能列入賓夕法尼亞州選票，但沃克不能列入，因此該州選票上霍金斯的副總統席位將留空[16]。
3. ↑  現在合法大麻黨曾提名馬克·埃爾斯沃思和魯迪·雷耶斯為該黨總統候選人，但後來改為提名霍金斯[20]。
4. 1 2  為了獲得提名，需要綠黨的官方認可。
5. 1 2  原本副總統候選人連納德·斐提爾因健康原因退選，弗里曼接替其位置[34]。
6. 1 2 3 4  在加利福尼亞州提名德拉富恩特位總統候選人的美國獨立黨，並未提名理查森為副總統候選人，轉而提名肯伊·威斯特[38]。
7. ↑  新墨西哥州憲法黨提名希拉·“薩姆”·蒂特爾為總統候選人，戴維·卡爾·桑迪格為其競選搭檔[42]。
8. ↑  邁爾斯僅在愛達荷州獲得普選票，並未參加全國大會。
9. 1 2  威斯特也是加利福尼亞州選票上代表美國獨立黨的副總統候選人[38]。
10. ↑  塞迪南·莫尤瓦錫夫扎-科里曾獲選為查爾斯的搭檔，但不久退出[99]。
11. ↑  霍金斯獲得了社會主義替代[109]、美国社会党[110]和团结社[111]的支持，但這些政黨都不合資格列入選票。